# Наша революция
«Наша революция» — книга Льва Троцкого, вышедшая в 1906 году под псевдонимом Н. Троцкий и представляющая собой сборник статей, написанных в 1904—1906 годах. Наиболее важной и известной стала заключительная статья «Итоги и перспективы», вызвавшая резонанс в среде революционеров начала XX века; в статье утверждалось, что Российская империя является отсталой страной «второго эшелона» капитализма, и делался вывод о слабости российской буржуазии, всесторонне зависимой от государства и самодержца. В книге Троцкий в целом завершил формирование своей концепции «перманентной революции» и «закона неравномерного и комбинированного развития», основанных на работах А. Парвуса, К. Каутского и П. Милюкова; согласно представлениям Троцкого именно пролетариату, способному, в отличие от торгово-промышленного сословия, парализовать экономику Российской империи, было суждено сыграть ключевую роль в будущей революции, которая должна начаться на национальной почве, развернуться на интернациональной и завершиться на общемировой. Российскому государству, таким образом, отводилась роль «детонатора» революционного подъёма на Западе, способного объединить Россию и Европу.
Взгляды Троцкого, которые в те годы были немного левее политической позиции В. Ленина, — будучи существенно искажены позднейшими критиками — стали восприниматься в Советской России 1920—1930-х годов как главная «ересь» Троцкого против ленинизма. Книга и заключительная статья были переведены на многие языки и неоднократно переиздавались; в 1922 году в СССР вышла книга Троцкого «1905», содержавшая фрагменты «Нашей революции».

## Описание и история

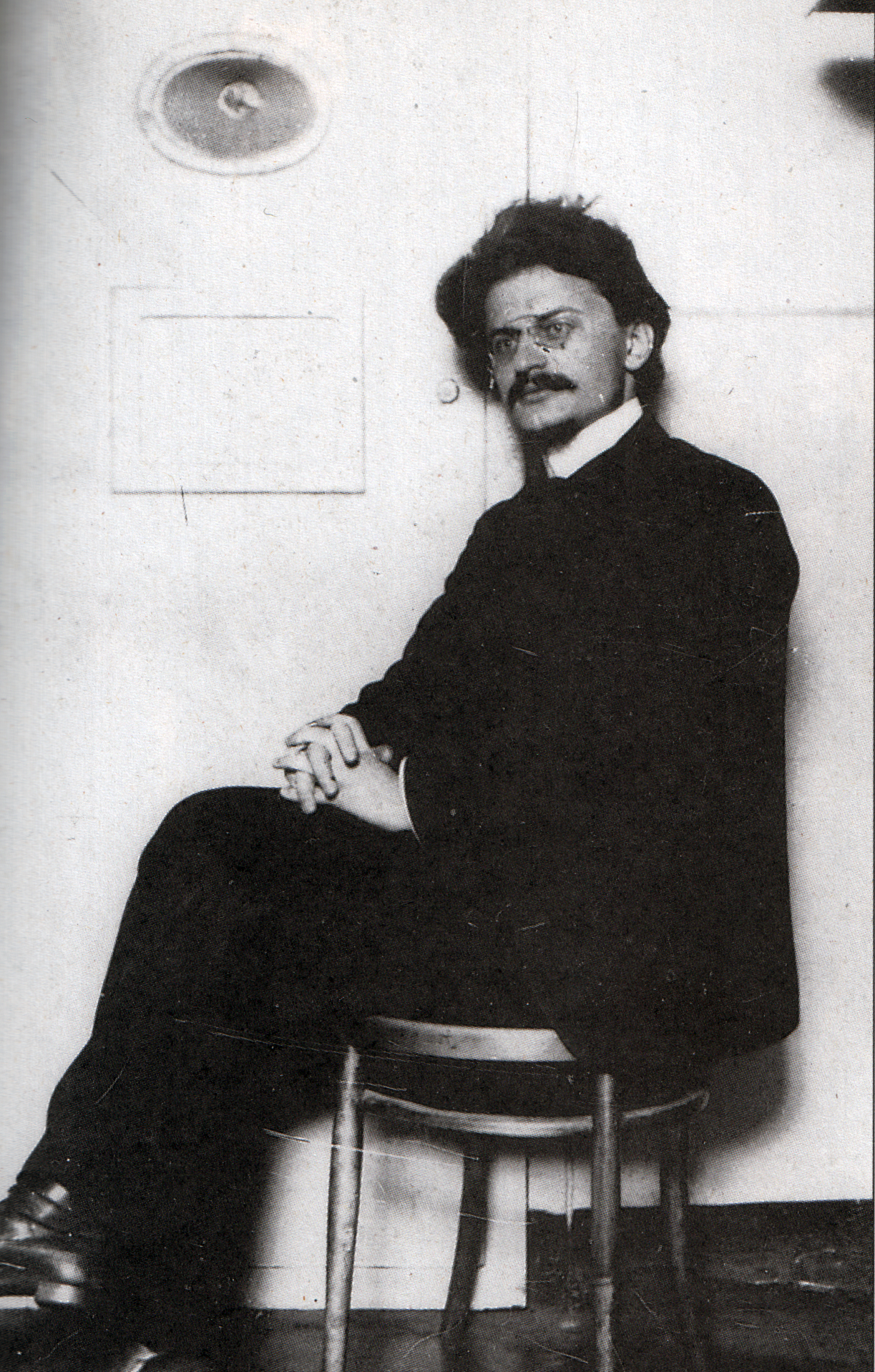
Л. Троцкий в камере (1906)

Находясь после ареста, произошедшего 3 декабря 1905 года, в тюремной камере в Крестах, глава Петербургского совета рабочих депутатов Лев Троцкий — под «большим впечатлением» от той «удивительно важной» роли, которую рабочие Российской империи сыграли во время Революции 1905 года, — в основном завершил формирование своей концепции «перманентной революции». За время работы над теорией камера Троцкого, по мнению его сокамерников, «превратилась в какую-то библиотеку». После суда и побега из ссылки Троцкий изложил свои взгляды в ряде статей и выступлений — только «исследование о земельной ренте» было потеряно и так и не увидело свет. В 1906 году данные работы были собраны в книгу, получившую заголовок «Наша революция». Основные статьи, вошедшие в сборник, включали в себя: «До 9 января», «Капитал в оппозиции», «Как делали Государственную Думу», «Открытое письмо проф. Милюкову» и «Господин П. Струве в политике» (опубликована ранее под псевдонимом Н. Тахоцкий). Особенно важной, в смысле окончательного формирования авторской концепции перманентной революции, была заключительная статья книги, имевшая заголовок «Итоги и перспективы», — её название являлось отсылкой к аналогично озаглавленной статье Парвуса; именно заключительная статья Троцкого позже стала предметом «ожесточённых споров» (англ. bitter controversy).
После выхода книги в свет полиция царской России конфисковала тираж: до читателей дошли только несколько копий произведения революционера. При этом ещё в брошюре «До 9 января», написанной до событий Кровавого воскресенья, Троцкий приходил к выводу, что «спасти Россию может только пролетариат», и предсказывал в ближайшие месяцы или даже недели начало «всероссийского вооруженного восстания» (см. Революция 1905 года).

## Основные положения и их критика

### Отсталость Российской империи
Авторы четырёхтомной биографии Троцкого Юрий Фельштинский и Георгий Чернявский считали, что одним из важнейших исходных положений новой концепции революционного процесса, разработанной Троцким и ставшей составной частью «Нашей революции», была констатация того факта, что Российская империя являлась в XIX — начале XX века страной «второго эшелона» капитализма — при этом она постоянно стремилась догнать более развитые (западноевропейские) страны. Самодержавная Россия, по мнению Троцкого, не была в состоянии «совершить инновационный прорыв»: автор пытался в самых общих чертах проследить тенденцию к отставанию от Киевской Руси до «великих реформ» и отмены крепостного права в середине XIX века; последняя имела своей целью облегчить формирование вооружённых сил империи и сбор налогов, не создавая при этом реальных перспектив для самих освобождённых крестьян. Троцкий, по мнению Фельштинского и Чернявского, показывал, что заимствование зарубежных технических, хозяйственных и иных достижений не вело к интенсивному экономическому развитию в Российской империи: иначе говоря, вошедшее в традицию стремление «догнать» не приводило к реальному достижению западного уровня жизни и технического развития. Но и само отставание Российской империи не было тотальным — что отличало её от традиционных азиатских обществ, подобных Индии и Китаю начала XX века, не имевших с Европой общей границы.

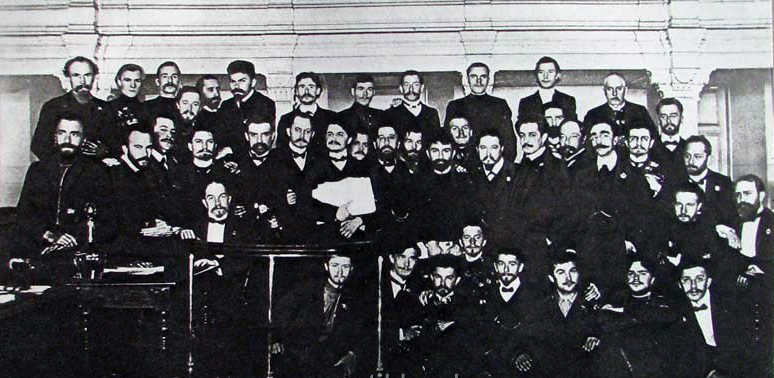
Совет рабочих депутатов Петербурга в 1905 году: Л. Троцкий в центре

«Догоняющая тенденция» — являясь результатом «навязывания сверху» (со стороны государей-правителей), а не снизу (по инициативе общественных организаций, стремившихся в те годы преимущественно к хозяйственной и управленческой самостоятельности) — не была в состоянии привести к созданию такого «фундаментального института противостояния Средневековью», каковым являлись европейские города, отличавшиеся всё более интенсивной самостоятельной экономической и политической жизнью. В то время как города России являлись лишь административными, военными и налоговыми центрами — крепостями.
Когда во второй половине XIX века началось у нас широкое развитие капиталистической индустрии, оно застало не городское ремесло, а главным образом деревенское кустарничество.
Троцкий, по версии Фельштинского и Чернявского, обращал внимание на то, что Российская империя и её предшественники, в согласии с марксистскими идеями, развивались как надстройка над медленно эволюционировавшим примитивным обществом: государство совершенствовалось и укреплялось, подчиняясь инстинкту самосохранения и превращаясь во всё более самостоятельную (относительно общества) и мощную структуру. По Троцкому, это происходило под внешним давлением: прежде всего в виде татаро-монгольских, польско-литовских и шведских нашествий. Выживание государства под подобным давлением требовало «величайшего напряжения сил», поэтому оно поглощало непропорционально большую долю материальных благ и ресурсов, производимых обществом, а также активно занимало деньги на Западе. Государство также одновременно нуждалось и в мощном аппарате насилия и контроля — в жёсткой иерархической (военной) структуре, которая, согласно подсчётам Троцкого, поглощала более половины государственного бюджета империи и бюрократизировала жизнь страны. Основное финансовое бремя при этом ложилось на крестьян, экономическая жизнь которых, и без того осложнённая «суровым климатом и огромными пространствами», таким образом окончательно подрывалась.
[Российское] государство сформировалось не под влиянием импульсов, исходящих от самого русского общества, но под враждебным давлением сильных европейских держав.

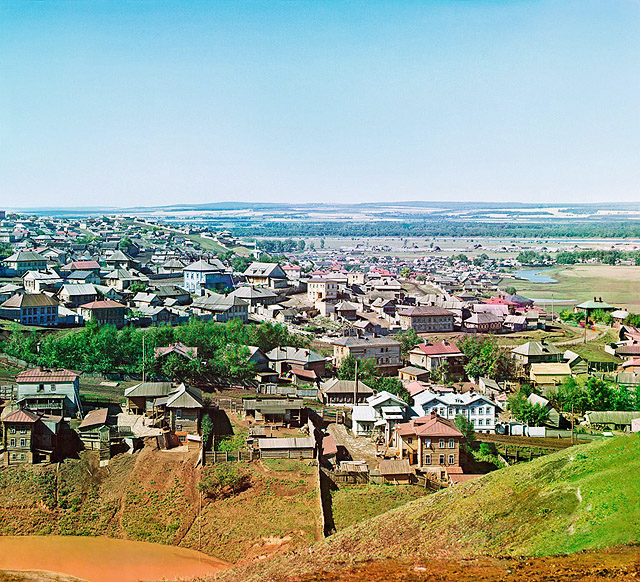
Уфа в 1910 году

В отличие от Запада, в Российской империи само государство, в понимании Троцкого, породило сословия (данную мысль ранее высказывал Милюков) и заложило фундамент современной промышленности — прежде всего военной. Отсюда Троцкий делал вывод, что российский буржуазный класс, ведший практически паразитическое существование, является объективно слабым и целиком зависит от самодержавной власти: он неспособен стать самостоятельным социальным субъектом — носителем хозяйственной и политической альтернативы самодержавию (как это произошло в странах Западной Европы). Иначе говоря, торгово-промышленное сословие в империи было обречено на всестороннюю зависимость от государства, то есть в конечном счёте от самодержца. Из этого следовал вывод Троцкого, что в российских условиях чисто буржуазная революция, способная свергнуть царизм и «очистить страну от полуфеодальных пережитков», была невозможна. Российский царизм, согласно анализу будущего наркома, являлся промежуточной формой между европейским абсолютизмом и азиатским деспотизмом. Именно эти особенности как российской истории, так и классовой структуры российского общества в начале XX века, означали, что пролетариату Российской империи — сконцентрированному на крупных передовых предприятиях, имплантированных зарубежными предпринимателями — было суждено, по версии Троцкого, сыграть ключевую роль в революции, неизбежной по причине внутренних конфликтов искусственной системы, в которой отсутствовал средний класс.
Даже русская мысль и наука кажутся продуктом государства.

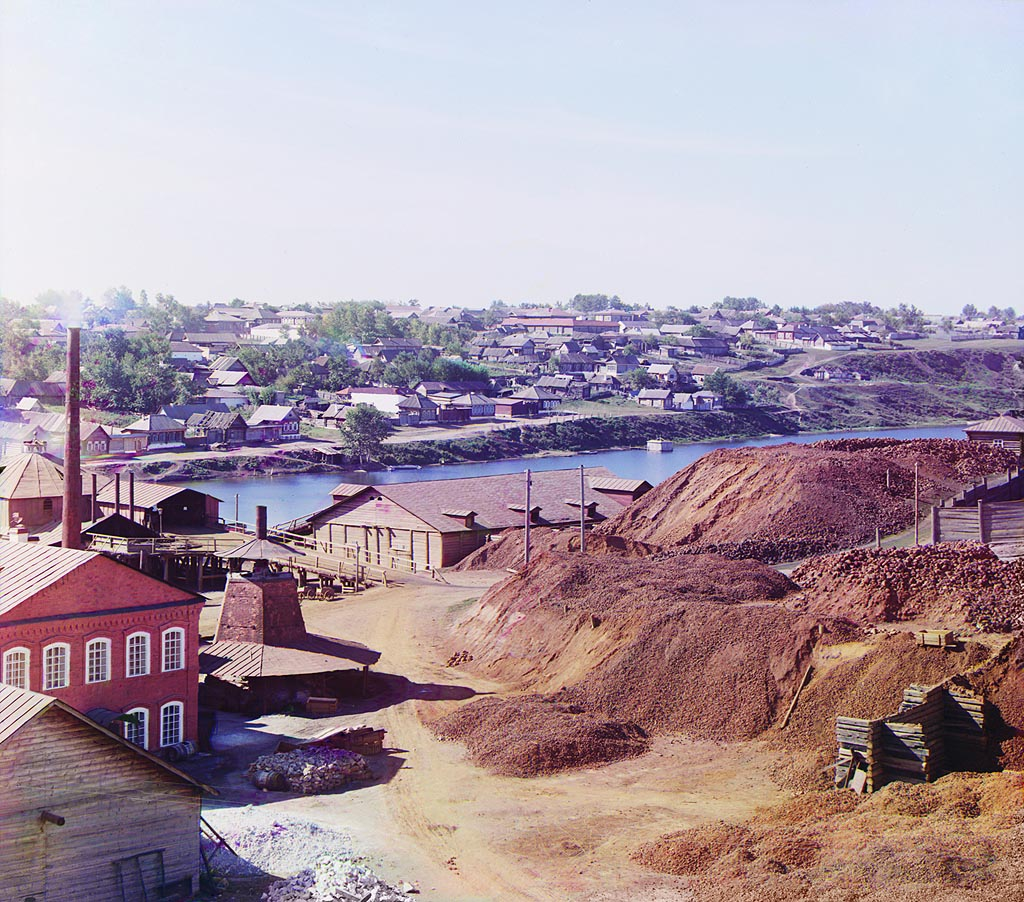
Каменский чугунно-плавильный завод в 1909 году

При этом видимая мощь империи — состоявшая из набора атрибутов, свойственных западным Великим державам, и позволявшая русским царям регулярно вмешиваться военным путём в европейскую политику — была лишь иллюзией безопасности как от внешних, так и от внутренних угроз. Малочисленность российского пролетариата не являлась, по мысли Троцкого, существенным препятствием для революционного захвата рабочими власти: в частности потому, что именно рабочие обеспечивали функционирование железнодорожной сети страны, без которой не могла функционировать и её экономика в целом («тысяча бастующих железнодорожников политически более эффективна, чем миллион рассеянных по стране крестьян»). Иначе говоря, российским пролетариям было даже проще прийти к власти, чем их западноевропейским коллегам; «эмбрионом» подобного рабочего правительства являлся сам Петербургский совет, который возглавлял Троцкий.

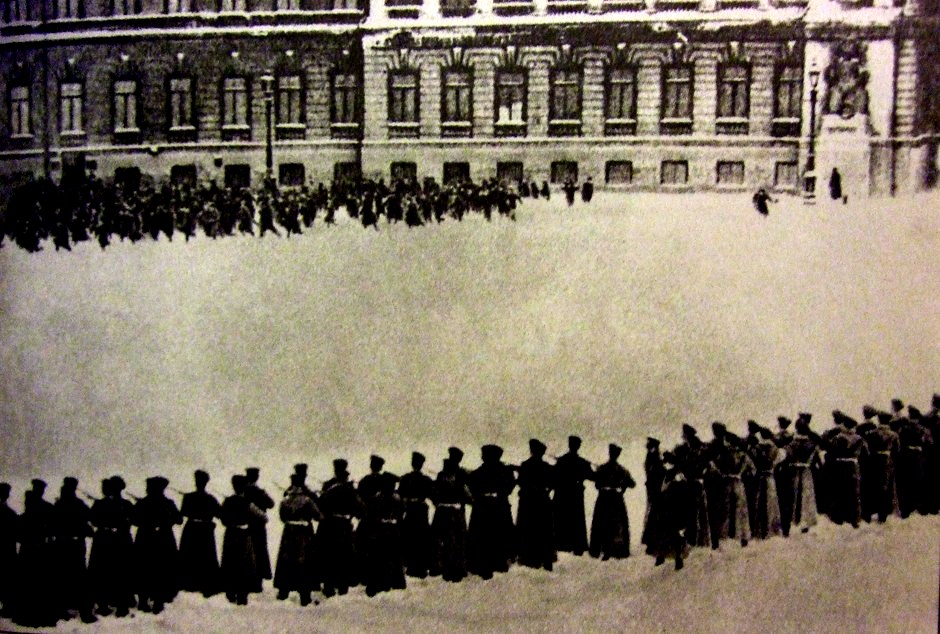
«Кровавое воскресенье» (1905)

В книге будущий наркомвоенмор затрагивал и военные аспекты надвигающейся революции: уже в 1906 году Троцкий выступал против партизанской тактики военной борьбы, являясь сторонником массового вооружения населения (особенно рабочих, разделяющих идеи социализма) и построения регулярной армии, способной разбить буржуазного противника в открытом сражении (см. Царицынский конфликт):
Вооружить революцию, значит у нас прежде всего вооружить рабочих.
Профессор Дэвид Дэвис, в своём обзоре английского перевода книги «1905», писал о четырёх «чётко проработанных идеях» (англ. clear elaboration of ideas) Троцкого, которые вытекали из его опыта 1905 года и которые в совокупности создали революционеру его «отличительную позицию» (англ. distinctive position) в истории русской революционной мысли. К этим идеям будущего наркома Дэвис относил: проницательное понимание особенностей России как государства и того факта, что революция в Российской империи не пойдёт в соответствии с западными прецедентами; признание того, что ход истории определяется не столько рациональным расчётом людей, сколько их готовностью к активным действиям; осознание важности военной силы в революции и решающей роли армии в подведении окончательного итога борьбы за власть; понимание значения Совета рабочих депутатов как революционного института. При этом недостатком ключевого тезиса Троцкого о возможности перманентной революции в конечном счёте было нежелание автора отвечать на вопросы, беспокоившие других участников событий 1905 года: о связи между социал-демократической партией и Советами, о взаимоотношениях пролетариата с крестьянством, о связи между русской революцией и европейским пролетариатом, а также между инстинктом масс и реалистичной мудростью отдельных людей; все эти пункты оказались «не столь гладкими», как предполагал в то время Троцкий.

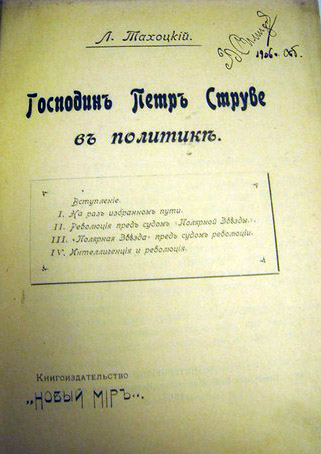
«Господин Пётр Струве в политике» (1906)

### Закон неравномерного и комбинированного развития
Фельштинский и Чернявский отмечали, что уже значительно позже — в конце 1920-х и начале 1930-х годов — Троцкий более чётко сформулировал те общие положения, которые лежали в основе его рассуждений о предпосылках перманентной революции; он назвал их «законом неравномерного и комбинированного развития». По существу, положения закона к тому моменту уже содержались в публикациях Троцкого, увидевших свет ещё в начале века в рамках книги «Наша революция» — с данным утверждением был согласен и историк Георг Лихтхейм, отмечавший, что более зрелые формулировки из книги «Перманентная революция» и «Сталин» по существу не расходятся с исходным тезисом, а лишь являются его защитой от последующей критики.
Закон неравномерного и комбинированного развития, в формулировке Троцкого, отрицал наличие обязательной прямой связи между развитием производительных сил (см. Марксистская политическая экономия) и политической ролью пролетариата в той или иной стране, на том или ином этапе её развития: в частности, несмотря на десятикратное превосходство США над Российской империей по уровню промышленного производства в начале XX века, политическая роль российского пролетариата была, по мысли Троцкого, несравнимо выше таковой у американского.
По мнению профессоров Ховарда и Кинга, идеи Троцкого из «Нашей революции» — «самого радикального из произведений русского революционного социализма» — отрицали мысль, высказанную ранее Карлом Марксом и развитую в сочинениях Георгия Плеханова и Владимира Ленина — «страна, промышленно более развитая, показывает менее развитой стране лишь картину её собственного будущего» — и, таким образом, революционные идеи будущего наркома меняли представление о самом пути вестернизации России. Троцкий сформулировал принципы политической экономии, благодаря которым глубже, чем любой другой теоретик, приблизился к пониманию как структуры, так и противоречий царской модернизации Российском империи — а, следовательно, и природы русского революционного процесса. Троцкий, по мысли Ховарда и Кинга, утверждал, что как в прошлом Россия не шла по следам развитого Запада, так и её будущий путь являлся иным: в частности, демократический путь построения социализма на территории империи исключался революционером .

### Россия и Европа
Составной частью рассуждений Троцкого стал вывод как о необходимости, так и о неизбежности общемировой революции. Раздел «Европа и революция» был заключительным в статье «Итоги и перспективы» и, по мнению Фельштинского и Чернявского, рассматривался автором как наиболее весомый. В нём утверждалось, что российский пролетариат — даже если бы ему удалось прийти к власти вследствие временной конъюнктуры буржуазной революции — неизбежно встретился бы с враждебностью со стороны мировой реакции, заинтересованной, помимо прочего, и в выплате царских долгов, и в безопасности своих капиталов; в то же время российские рабочие после начала революции могли рассчитывать на поддержку мирового пролетариата. Троцкий предполагал, что если пролетарская власть в России окажется «предоставленной самой себе», то она — как и в любой другой отсталой стране — неизбежно будет уничтожена контрреволюцией. Таким образом, пролетариату «ничего другого не останется, как связать судьбу своего политического господства и, следовательно, судьбу всей российской революции с судьбой социалистической революции в Европе». Троцкий полагал, что западноевропейские рабочие примут сторону российских товарищей при попытке международной буржуазии сокрушить русскую революцию; он считал пролетариат европейских стран более надёжным союзником, чем российская буржуазия или крестьянство империи; аграрная проблема империи способствовала подготовке революции, однако после осуществления революционных преобразований становилась препятствием.

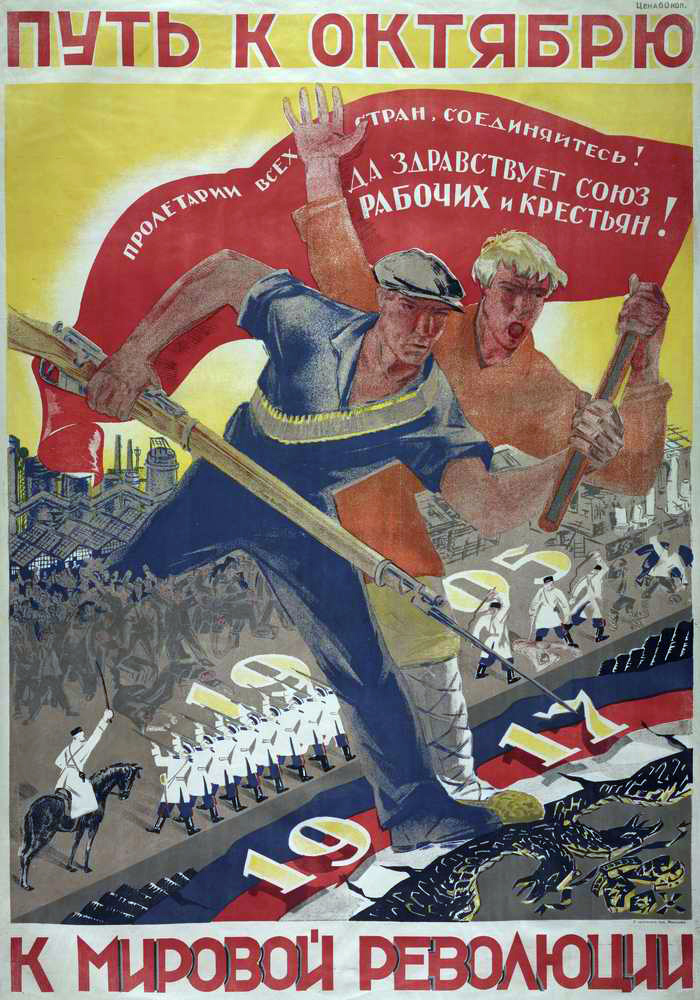
Революционный плакат «Путь к октябрю…»

Фельштинский и Чернявский отмечали, что создатель концепции не вдавался в детали, полагая, что конкретные пути превращения российской революции в международную — точно так же, как и конкретные сроки, — предсказать невозможно. Читателям лишь давалось понять, что перманентная революция — вопрос не столетий, а сравнительно близкой перспективы. Для того чтобы «оградить себя от упреков в маниловщине», Троцкий многократно подчёркивал условность приведённых им схем: их зависимость от конкретных исторических событий. Сущность же концепции перманентной революции, по мнению Фельштинского и Чернявского, состояла в том, что социалистическая революция начнётся на национальной почве, «развернётся» на интернациональной и завершится на общемировой. Последствия же революции только в России, без распространения на развитые страны, были предсказаны Троцким как «уничтожение» или «эрозия», по причине примитивности экономики, культуры и социума. Профессор Николай Васецкий в 1990 году сформулировал данный принцип как «либо всё, либо ничего».
Восточная революция заражает западный пролетариат революционным идеализмом и рождает в нём желание заговорить с врагом «по-русски»
Израильский историк Шмуэль Галай, анализируя проблемы, с которыми столкнулась марксистская теория в начале XX века, отмечал, что Троцкий (в отличие от Владимира Ленина) сумел дать более теоретический ответ на события 1905 года: в противоречии с марксистской мыслью своего времени глава Санкт-Петербургского совета пришёл к выводу, что революционный потенциал пролетариата определяется не его бедностью или численностью, а способностью «парализовать капиталистическую экономику». Из данного положения Троцкий, собственно, и делал вывод о возможности социалистической революции в отсталых государствах с малочисленным рабочим классом.

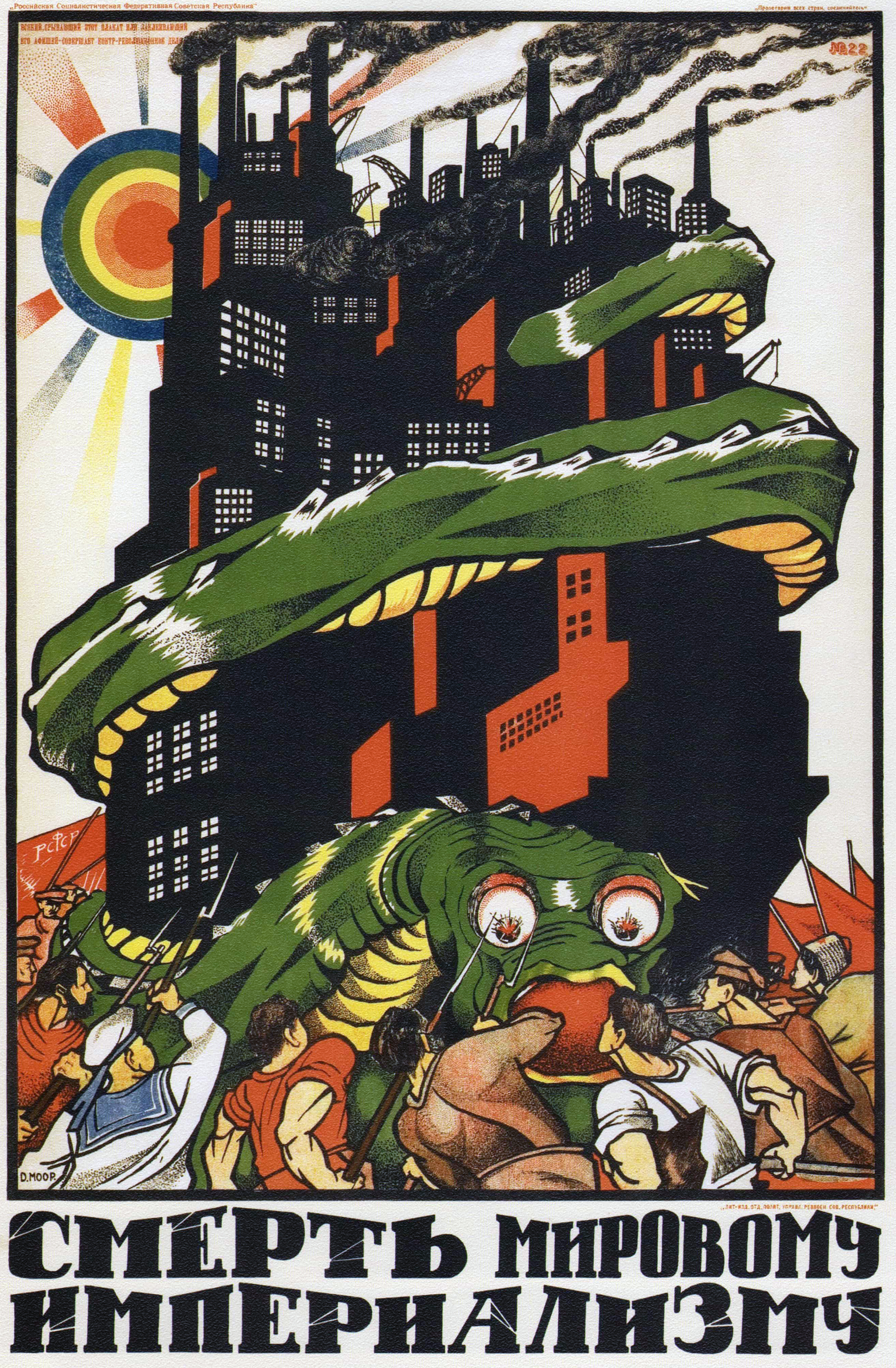
Плакат «Смерть мировому империализму» (1919)

Профессор русской истории и директор Института Восточноевропейских исследований Университета Амстердама Бруно Наарден отмечал, что Троцкий говорил о перманентной революции как о явлении, способном объединить Россию и Европу. В начале XX века данный тезис не был нов, поскольку восходил своими корнями к подобной идее, высказанной ещё Карлом Марксом и Фридрихом Энгельсом, с которой к тому моменту уже «забавлялись» (англ. toyed) западноевропейские социалисты. Российский экономист, доктор экономических наук Егор Гайдар считал, что в книге Троцкого была наиболее ярко выражена линия, получившая широкое распространение в российском обществе тех лет и заключавшаяся в возможности для русской революции стать «детонатором» для революционного подъёма на Западе: после чего «социалистическая Европа», в свою очередь, поможет построить социализм и на территории Российской империи (в рамках единых «Соединённых Штатов Европы»). По версии Гайдара, данная цепочка рассуждений позволяла «затолкать» российский социально-экономический кризис в «узкую логику действий радикальной партии» — давала возможность совместить «светскую религию и политическую практику».
Нельзя сомневаться и в том, что социалистическая революция на Западе позволит нам непосредственно и прямо превратить временное господство рабочего класса в социалистическую диктатуру.
Профессор Ивер Нейман обращал внимание на то, что в «Нашей революции» Троцкий наделяет некоторые части света «эксклюзивной исторической миссией»: прогрессивная Европа для Троцкого является синонимом цивилизации, в то время как весь остальной мир представляет собой разные степени варварства. Иначе говоря, зависимость России от западного развития — как в прошлом и настоящем, так и в будущем — виделась Троцкому «непреодолимой» (англ. adamant). По мнению профессора Ричарда Стайтса, «высокоинтеллектуальное партнёрство» Троцкого с Парвусом породило теорию, которая российскими рабочими того времени воспринималась, скорее всего, наподобие карго-культа, который уже в те годы фиксировался среди жителей островов Тихого океана: некая внешняя сила придёт из-за границы, чтобы «дать» землю и другие блага цивилизации.

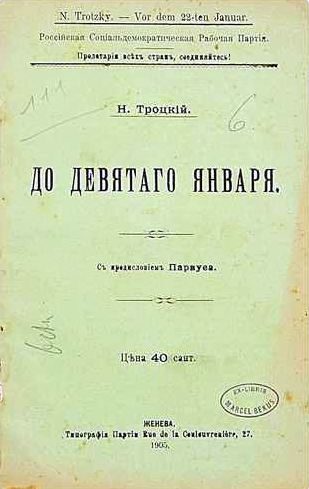
Брошюра «До девятого января» (1905)

### Оригинальность взгляда
Профессор Орест Мартышин, говоря о статье «Итоги и перспективы» как о первом источнике, в котором Троцкий чётко изложил свои представления о перманентной революции, отмечал, что автор «охотно» поддержал суждение Александра Парвуса о том, что если социал-демократия возглавит будущую российскую революцию, то было бы резонно, если она же и сформирует новое правительство: в результате чего, по Троцкому, буржуазная революция почти сразу превратится в социалистическую. Мартышин утверждал, что именно эта идея и получила известность как теория перманентной революции и что данная концепция представляет собой попытку «форсировать события», избежав таким образом двух революций, разнесённых во времени, с этапом капитализма между ними; иначе говоря, на территории отсталой России буржуазная республика была невозможна. Профессор Ян Тэтчер, обсуждая в своей биографии Троцкого его работы «Наша революция» и «1905», утверждал, что, несмотря на то, что ряд элементов концепции революционера был уже известен к 1906 году из работ Парвуса, Каутского, Милюкова, а также ряда социалистов-революционеров (включая Михаила Гоца), их синтез был оригинальным. Иначе говоря, используя те же предпосылки, что и Парвус, Троцкому удалось создать теорию перманентной революции, отличную от концепций других авторов начала XX века. Профессор Перри Андерсон считал «Итоги и перспективы» (Результаты и перспективы) первым стратегическим политическим анализом научного характера в истории марксизма.
Биограф Троцкого Исаак Дойчер, считавший, что события в России 1917 года подтверждали прогнозы Троцкого, в своей трилогии, посвящённой жизни революционера, говорил о статье «Итоги и перспективы» как о работе, в которой автор дал «полное, почти математически сжатое изложение теории „перманентной революции“» («достиг пика своего развития»): Троцкий проанализировал недавние ключевые события в перспективе «извечных течений» истории России и определил место российской революции в мире. Дойчер также считал, что Троцкий недвусмысленно противопоставил своё видение будущей революции общепринятым взглядам марксистов своего времени, считавшим, что в «старых капиталистических странах» почва для революции уже подготовлена, и ожидавшим «победы социализма» сначала на Западе (в то время как в странах Востока буржуазия только будет приходить к власти): работа Троцкого по-новому сформулировала или даже радикально пересмотрела перспективы социалистической революции как таковой — чего не делалось со времен «Коммунистического манифеста» 1847 года. При этом только «отвращение» Троцкого к анализу текстов, по версии Дойчера, помешало революционеру «забить» свою книгу «полезными» цитатами из трудов основателей марксизма. Дойчер также добавлял, что «Троцкий ни на минуту не мог себе представить, что русская революция будет десятилетиями выживать в изоляции»: революционеру «не приходило в голову», что пролетарская партия сможет длительное время управлять огромной страной против воли крестьянского большинства.

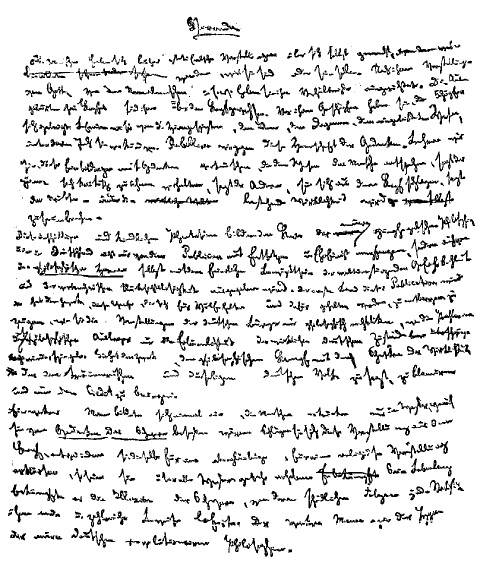
Первая страница из рукописи К. Маркса и Ф. Энгельса «Немецкая идеология». Предисловие (Написано рукой Маркса)

Профессор Калифорнийского университета в Лос-Анджелесе и бывший президент Венгерской академии наук Иван Беренд обращал внимание на то, что, утверждая в книге о необходимости общемировой революции, Троцкий по сути переформулировал тезис Маркса и Энгельса из их работы «Немецкая идеология», написанной ещё в 1847 году, но изданной только в 1932 году в СССР. Идея основателей марксизма заключалась в том, что при отсутствии высокоразвитого общества революция приведёт «только к распространению бедности, и борьба за самое необходимое начнётся снова» (англ. only poverty would be distributed and the struggle for the necessities would start again).

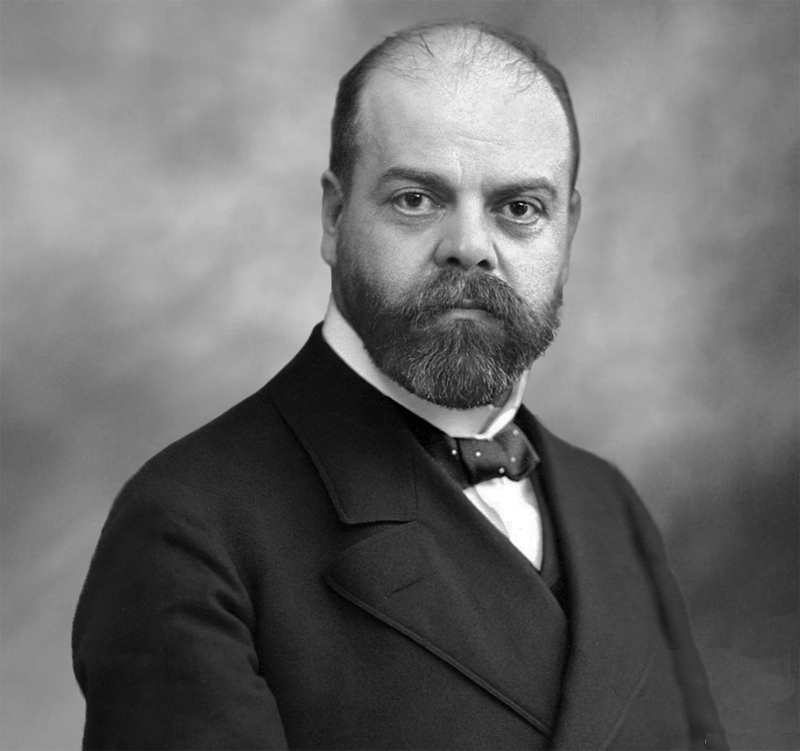
А. Л. Парвус около 1906 года

|  | Троцкий никогда не отрицал, что материальные условия в России недостаточно развиты, чтобы позволить совершить [социалистическую] революцию. Но он утверждал, что это не подрывало самой возможности начать её. |

## Влияние
После публикации «Нашей революции» Троцкий «стяжал себе известность» в кругах социалистических теоретиков и практиков, но большинство из них, согласно Фельштинскому и Чернявскому, отнеслись к концепции резко отрицательно или, как минимум, с подозрением. При этом вывод о возможности избежать длительного капиталистического этапа существенно отличал позицию Троцкого от мнения Парвуса. Взгляды Троцкого также были немного левее политической позиции Ленина в те годы — в частности, в вопросе о роли крестьянства в будущей революции, которому Троцкий отводил роль «младшего партнёра» при диктатуре пролетариата; позже Иосиф Сталин «чрезмерно преувеличил» (англ. magnified out of all proportion) или «фальсифицировал» данное расхождение, сделав перманентную революцию главной «ересью» Троцкого против ленинизма (см. Внутрипартийная борьба в ВКП(б) в 1920-е годы).
При этом в самом 1905 году Роза Люксембург, Каутский и Ленин ссылались на «перманентную революцию» в своих работах: Ленин вновь вернулся к идеям перманентной революции уже в годы Первой мировой войны. Меньшевики Александр Мартынов, Юлий Мартов, Павел Аксельрод и Фёдор Дан также обсуждали концепцию Троцкого, хотя постепенно и охладели к ней, ссылаясь на невозможность самого захвата власти российскими рабочими («посчитали очередной краткий очерк „троцкизма“ пустым мечтанием»). В частности, ещё в марте 1905 года Мартынов опубликовал в «Искре» серию статей под общим названием «Революционные перспективы», где отстаивал тезис о существовании в России городской буржуазной демократии, у которой, по его мнению, были «определённые революционные потенции». При этом в последней декаде апреля 1905 года, на конференции в Женеве, меньшевистская фракция приняла резолюцию, которая допускала саму возможность социалистической революции в Российской империи, если русская революция затем сможет перенестись и в развитые страны Западной Европы, а через год, в марте 1906, меньшевики опубликовали свою платформу, в которой содержались отголоски теории Парвуса—Троцкого.
В результате книга «Наша революция», в которой автор предвидел пролетарскую революцию в России, не только стала новым этапом в политической мысли Троцкого, но и привела к его изоляции в социал-демократическом движении начала XX века — он стал «чужим среди своих». При этом исторические данные, собранные уже в конце XX — начале XXI века, подтверждали верность в целом анализа Троцкого экономики Российской империи в последние годы её существования.

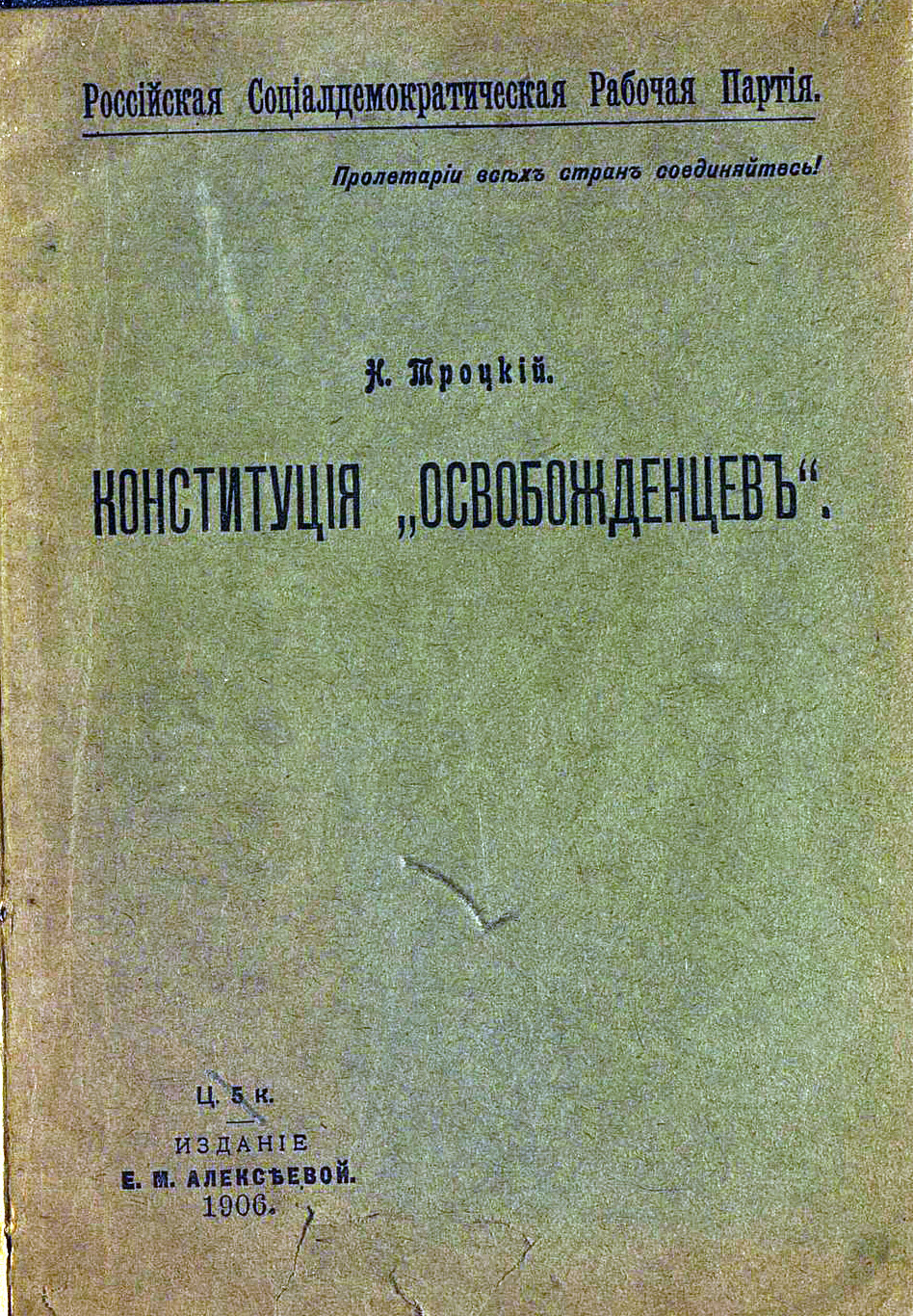
Конституция «Освобожденцев» (1906)

## Издания

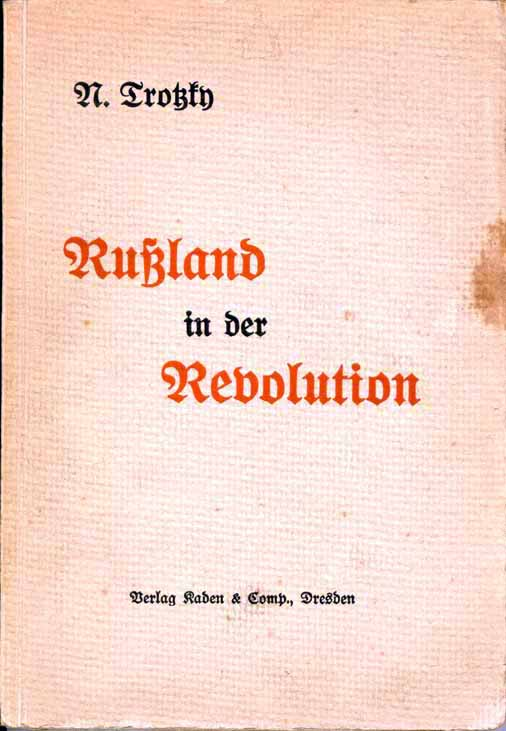
Trotzki, Rußland in der Revolution (1909)

Книга Троцкого была впервые легально издана в книгоиздательстве Н. М. Глаголева — редактора газеты «День»; возможно, издателем являлся Николай Матвеевич Глаголев (род. 1880) — редактор журнала «Вестник воздухоплавания», выходившего в начале XX века в Санкт-Петербурге. К середине XX века оригинальное издание стало «библиографической редкостью» — в частности, в 1990 году профессору Николаю Васецкому, при подготовке первого с конца 1920-х годов переиздания в СССР работ Троцкого, «не удалось разыскать» дореволюционное издание:
- Троцкий Н. Наша революция. — СПб.: книгоиздательство Н. Глаголева, тип. «Север», 1906. — 286 с.

Часть из собранных в книге статей выходили в виде отдельных брошюр и ранее 1906 года:
- Троцкий Н. Конституция «Освобожденцев». — СПб.: Тип. товарищества «Общественная польза», РСДРП, 1906. — 19 с.
- Троцкий Н. До девятого января / Н. Троцкий; с предисл. Парвуса; РСДРП. — Женева: Тип. Партии, РСДРП, 1905. — XIV, 64 с.
- Троцкий Н. Предисловие (Роль пролетариата и буржуазии в 1848 году в Германии) // Речь перед судом присяжных / Ф. Лассаль. — СПб.: «Молот», 1905. — 95 с.

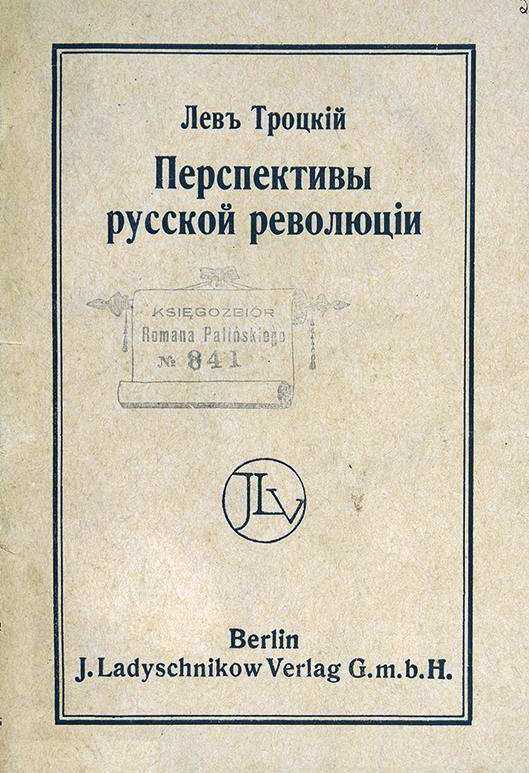
«Перспективы русской революціи» (Берлин, 1917)

После октября 1917 года статья «Итоги и перспективы», которую иногда ошибочно считают вышедшей раньше самой книги, была «достоверно» перепечатана в виде отдельной брошюры, а также — к концу года — вышла на русском языке в Берлине под заголовком «Перспективы русской революции». Последняя глава и два последних предложения предшествующей главы, предсказывавшие европейскую социалистическую революцию как результат войны, были исключены из немецкого издания «из уважения» (англ. out of respect) к цензуре времён Первой мировой войны.
- Троцкий Л. Перспективы русской революціи. — Берлин: Изд. т-ва И. П. Ладыжникова, 1917. — 84 с. — (Социально-политическая библиотека, 3).

В 1919 году статья «Итоги и перспективы» вышла в Советской России отдельным изданием, получив широкую известность:
- Троцкий Л. Д. Итоги и перспективы. Движущие силы революции. — М.: «Советский мир», 1919. — 86 с.

В предисловии к данной брошюре сам Троцкий отмечал, что:
В отношении оценки внутренних сил революции и её перспектив автор не примыкал [в 1906 году] ни к тому ни к другому из главных течений в русском рабочем движении. Защищавшаяся автором точка зрения может быть схематически формулирована так. Начавшись как буржуазная по своим ближайшим задачам, революция скоро развернёт могущественные классовые противоречия и приведёт к победе, лишь передав власть единственному классу, способному встать во главе угнетённых масс, то есть пролетариату. Встав у власти, пролетариат не только не захочет, но и не сможет ограничиться буржуазно-демократической программой. Он сможет довести революцию до конца только в том случае, если русская революция перейдёт в революцию европейского пролетариата.
В 1922 году в Москве вышла книга Троцкого «1905», составленная из двух ранее издававшихся текстов автора о событиях 1905 года: «Нашей революции» и немецкоязычной книги «Rußland in der Revolution», изданной в Дрездене в 1909 году. Вследствие этого книгу «1905» иногда датируют 1909 годом, а московский тираж 1922 считают переизданием:
- Троцкий Л. Д. 1905. — М.: Госиздат, 1922. — 427 с.

## Переводы
В 1918 году в Нью-Йорке был опубликован сокращённый английский перевод, выполненный Моисеем Ольгиным, всей книги Троцкого от 1906 года — под названием «Our Revolution»:
- Trotsky L. Our Revolution: Essays on Working-Class and International Revolution, 1904—1917 / transl. by M. J. Olgin. — New York: Henry Holt and Co., 1918. — 220 p.

В данной версии, включавшей в себя ряд биографий и пояснений, статья «Итоги и перспективы» — «Prospects of a Labor Dictatorship (results and prospects)» — появилась практически целиком: предложения из предпоследней главы и большая часть последней главы, опущенной в берлинском издании, стали доступны англоязычным читателям. В англоязычных источниках используется несколько вариантов перевода названия статьи: «Itogi i perspektivy», «Results and prospects», а также — версия, изданная в Москве в 1921 году, — «A review and some perspectives».
В 1909 году в Дрездене вышла немецкоязычная книга Троцкого «Rußland in der Revolution», являвшаяся отчасти переводом «Нашей революции», — текст статей при переводе был существенно адаптирован автором для не русскоязычных читателей:
- Trotzki L. Rußland in der Revolution. — Dresden: Buch Druck und Verlag von Kaden & Comp., 1909. — 318 p.

Уже в 1919 году книга Троцкого была переведена на идиш; к 1989 году часть «Итоги и перспективы» была издана на арабском (1965), китайском (1966, переиздана в 1984), французском (1968, переиздана в 1969 и 1974), нидерландском (1971), фарси (1976), итальянском (1976), японском (1961, переиздана в 1967), сербскохорватском (1971), португальском (1973), испанском (1971), шведском (1972) и турецком (1976) языках.

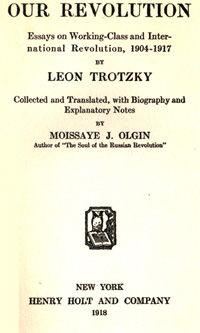
Обложка англоязычного издания (1918)

## Текст
На русском языке
- До 9 января (первая статья книги)
- Капитал в оппозиции (вторая статья)
- Конституция «освобожденцев» (третья статья)
- Как делали Государственную Думу (четвёртая статья)
- Открытое письмо профессору П. Н. Милюкову (пятая статья)
- Стачка в октябре (шестая статья)
- Господин Петр Струве в политике (восьмая статья)
- Итоги и перспективы (заключительная статья книги)

На английском языке
- Leon Trotsky «Our Revolution» (книга 1918 года)
- Leon Trotsky «1905» (книга «1905»)

На немецком языке
- «Russland in der Revolution»